# Le Cadeau du Furie Nocturne
Pour plus de détails, voir Fiche technique et Distribution.
Le Cadeau du Furie Nocturne est un court-métrage d'animation américain des studios DreamWorks réalisé par Tom Owens en 2011. Il est sorti en bonus sur le DVD du film Dragons, en même temps que Le Livre des Dragons un autre court-métrage basé sur la franchise.

## Synopsis
L'équivalent de Noël arrive sur l'île de Berk : Snogueultog. Hélas, cette fête s'annonce ratée lorsque tous les dragons prennent leur envol sans explications... Harold se rend alors compte de sa possessivité sur Krokmou, et décide de lui offrir le plus beau des cadeaux qu'il puisse lui offrir : sa liberté. Lui créant une atèle pour pouvoir voler seul, Harold laisse le furie nocturne s'envoler aussitôt son cadeau reçu, sans savoir que celui-ci lui réserve un bien plus beau cadeau encore...

## Fiche technique
- Titre : Le Cadeau du Furie Nocturne
- Titre original : Gift of the Night Fury
- Réalisation : Tom Owens
- Scénario : Adam F. Goldberg
- Direction artistique : James Wood Wilson
- Musique : John Powell et Dominic Lewis
- Montage : John K. Carr
- Producteur : Bonnie Arnold, Jennifer Dahlman, Dean DeBlois et Kate Spencer
- Production : DreamWorks Animation
- Distribution : Paramount Pictures
- Format : Couleurs
- Durée : 22 min
- Date de sortie :
  -  États-Unis : 15 novembre 2011

## Distribution

### Voix originales
- Jay Baruchel : Hiccup Horrendous Haddock III
- Gerard Butler : Stoick the Vast
- Craig Ferguson : Gobber
- America Ferrera : Astrid Hofferson
- Jonah Hill : Snotlout
- Christopher Mintz-Plasse : Fishlegs
- T. J. Miller : Ruffnut
- Bridget Hoffman : une viking
- Julian Barnes : un viking

### Voix françaises
- Donald Reignoux : Harold Horrib' Haddock III
- Emmanuel Jacomy : Stoïck la Brute
- Julien Kramer : Gueulfor
- Kelly Marot : Astrid Hofferson
- Arthur Pestel : Rustik le Morveux
- Nathanel Alimi : Varek

### Voix québécoises
- Xavier Dolan : Harold
- Sylvain Hétu : Stoick
- Carl Béchard : Gueulfor
- Geneviève Déry : Astrid
- Olivier Visentin : Rustik le Morveux
- Sébastien Reding : Fishlegs